# Urs C. Reinhardt
Urs C. Reinhardt (* 27. September 1931; † 12. August 2015) war ein Schweizer Chefredaktor und Politiker (CVP). 

## Leben
Urs C. Reinhardt absolvierte seine Matura 1951 an der Klosterschule Disentis und studierte Philosophie in Löwen, Belgien sowie Rechtswissenschaft und Nationalökonomie in Paris, Freiburg und Basel. Er schloss sein Studium der Rechte mit dem Lizentiat an der Universität Freiburg i.Üe. ab. Er war Gerichtsschreiber am Obergericht Solothurn und Mitarbeiter in einem städtischen Anwaltsbüro.
Reinhardt war von 1964 bis 1978 Redaktor der Schweizer Rundschau und von 1969 bis 1974 Generalsekretär der Christlichdemokratischen Volkspartei CVP. Zwischen 1974 und 1978 leitete er als Rektor die Schule für Sozialarbeit in Solothurn sowie Direktor der Union Druck + Verlag AG. Er war Direktor und Chefredaktor der Schweizerischen Politischen Korrespondenz (SPK) (1981–1991) sowie Sekretär des SPK-Präsidiums (1991–1993). Von 1993 bis 2005 war er Geschäftsführer und publizistischer Leiter des Vereins «Glaube + Wirtschaft» und zudem von 1993 bis 2009 nebenamtlicher Chefredaktor des Kirchenblatts für römisch-katholische Pfarreien im Kanton Solothurn. Von 1974 bis 2009 war er Präsident des Curatoriums des Heilpädagogischen Instituts der Uni Freiburg, ab 1991 zudem Präsident der Stiftung Heilpädagogisches Zentrum und der Verwaltungskommission Regionaler Schuldienst.
Er war seit 1978 Mitglied, später Vizepräsident und von 1991 bis 2003 Hochschulratspräsident der Universität Freiburg (Schweiz).
Zuletzt wohnte er in Feldbrunnen, Kanton Solothurn.

## Ehrungen
- Ehrensenator der Universität Freiburg (Schweiz) (2004)